# Ilirizem
Ilirizem ali ilirsko gibanje imenujemo južnoslovansko književno-kulturno in narodno-politično gibanje iz prve polovice 19. stoletja, nastalo kot prilagoditev teorije Jana Kollarja o slovanski vzajemnosti (panslavizmu).
Ilirsko ime so v 30. letih 19. stoletja uporabili hrvaški narodnjaki, ki so želeli dobiti nevtralno poimenovanje za vse Hrvate in Južne Slovane. Prevzeli so ga iz tradicije humanističnega zgodovinopisja, ki je zagovarjalo tezo o slovanski avtohtonosti na Balkanu in je Južne Slovane enačilo s potomci antičnih Ilirov. Zato so številni novoveški avtorji štokavskemu dialektu hrvaščine in srbščine rekli ilirščina (lingua Illyrica, illyrische Sprache), prebivalcem pa Iliri. V 19. stoletju se je ta napačna teza ohranjala in kljub pomislekom doživela razcvet ter dobila politično dimenzijo. Sicer redki posamezniki so že v Ilirskih provincah videli slovansko državo, Žiga Zois in Jernej Kopitar sta upala, da bo leta 1816 ustanovljeno Ilirsko kraljestvo postalo država avstrijskih Južnih Slovanov.
Velik odmev in pomen je ilirsko gibanje imelo predvsem na Hrvaškem, kjer je iz Kollarjeve ideje črpal Ljudevit Gaj, kljub drugačnim željam pa ga niso sprejeli ne Srbi ne Slovenci. Gibanje je kmalu dobilo politični značaj in je imelo odločilno integracijsko vlogo pri oblikovanju hrvaške narodne zavesti in v boju proti madžarizaciji. Poleg tega je imelo veliko kulturno vlogo, saj je v času ilirizma štokavski dialekt postal osnova enotnega hrvaškega knjižnega jezika.

## Pomen ilirizma za Slovence
Za Slovence je ilirizem pomenil težnjo, da bi v književnosti opustili svoj jezik in sprejeli skupni južnoslovanski jezik, ki bi temeljil na štokavščini z elementi drugih jezikov. Zamisel med Slovenci ni imela veliko privržencev, bile pa so ilirske tendence sprejete kot možnost kulturnega sodelovanja z upoštevanjem narodne individualnosti. Najbolje je bila ideja sprejeta v obmejnih pokrajinah, torej Štajerski in Koroški, predvsem zaradi močnega germanizatorskega pritiska, na Kranjskem pa ni pustila vidnejšega vpliva. Stanko Vraz, zgled slovenskih ilircev, je prišel med privržence Ljudevita Gaja z mislijo, da je za nemoten kulturni razvoj potrebno gmotno zaledje in da le-tega lahko da le večje število uporabnikov . Vendar niti Vraz ni razmišljal o popolni opustitvi slovenščine. Predlagal je, da naj bi bilo višje slovstvo v ilirščini, nižje (nabožne, poučne in šolske knjige) pa v slovenščini. Pri teh stališčih je imel najmočnejšega nasprotnika v Francetu Prešernu, ki je v dveh zabavljivkah (Bahači četvero bolj množnih Slave rodov, Narobe Katon) ter v svojem pismu Vrazu 26. oktobra 1840 zavrnil te ideje in se odločil za slovenski knjižni jezik. S tem je potrdil terjatve Matije Čopa po slovenski zgodovinski zavesti ter umetniški ustvarjalnosti.